# Ferenc Novák
Ferenc Novák (ur. 13 lipca 1969 w Budapeszcie) – węgierski kajakarz, kanadyjkarz. Złoty medalista olimpijski z Sydney.
Igrzyska w 2000 były jedynymi, w jakich uczestniczył. Triumfował w dwójce, partnerował mu Imre Pulai. Sześć razy stawał na podium mistrzostw świata, trzy razy sięgając po złoto (C-4 500 m: 1993, 1994, C-4 1000 m: 2003) i trzy po srebro (C-2 1000 m: 1994, C-4 500 m: 1995, C-2 500 m: 1999).